# Salade piémontaise
La salade piémontaise est un mets français d'origine russe composé de pommes de terre, de tomates, d’œufs durs, de cornichons, de dés de jambon et de mayonnaise, servi comme salade.
Elle a la même origine que l’insalata alla piemontese, salade piémontaise qui est composée de pommes de terre, de poivrons, d'anchois et de citron.

## Histoire
La salade piémontaise vient de la salade russe, particulièrement à la mode en Russie au début du xxe siècle. Lorsque le tsar Nicolas II rend visite au roi Victor-Emmanuel III au château royal de Racconigi en 1909, les cuisiniers de la cour russe transmettent la recette à leurs homologues piémontais, qui revisitent cependant la préparation avec les ingrédients disponibles dans les potagers royaux : carottes, petits pois, haricots et pommes de terre, ainsi que la crème à la place de la mayonnaise. La salade ainsi modifiée rencontre un grand succès auprès de la noblesse et la bourgeoisie piémontaises. La recette est ensuite reprise en France, où elle est de nouveau transformée — avec notamment l’ajout de tomates, cornichons et jambon cuit — et renommée en « salade piémontaise », bien que de nombreux ingrédients soient inédits par rapport à la version italienne,.